# Khalah Varjān
Khalah Varjān (persiska: خله ورجان, Khalavarjān) är en ort i Iran.   Den ligger i provinsen Gilan, i den nordvästra delen av landet, 280 km nordväst om huvudstaden Teheran. Khalah Varjān ligger 51 meter över havet och antalet invånare är 185.
Terrängen runt Khalah Varjān är kuperad västerut, men österut är den platt.Runt Khalah Varjān är det ganska tätbefolkat, med 134 invånare per kvadratkilometer. Närmaste större samhälle är Reẕvānshahr, 12,1 km norr om Khalah Varjān. Trakten runt Khalah Varjān består till största delen av jordbruksmark.